# ホッケー・プロリーグ
FIHプロリーグ（FIH Pro League）は2019年から開催されているフィールドホッケーの国際大会。

## 概要
国際ホッケー連盟（FIH）はそれまで開催されていたワールドリーグとチャンピオンズトロフィーを廃止し、世界の強豪9チームを集めて開催することになった。初年度は参加辞退のインドを除いたチームでホーム・アンド・アウェーで実施。6月に上位4チームによるグランドファイナルを行い、優勝チームを決める。またオリンピックとワールドカップの予選も兼ねている。

## 歴代成績

### 男子
| 2019 | アムステルフェーン | オーストラリア | 3–2 | ベルギー | オランダ | 5–3 | イギリス |

| 2020–21 | ベルギー | オーストラリア | ドイツ   | インド | 9 |
| 2021–22 | オランダ | ベルギー       | インド   | ドイツ | 9 |
| 2022–23 | オランダ | イギリス       | ベルギー | インド | 9 |
| 2023–24 | ベルギー | オーストラリア | ドイツ   | インド | 9 |
| 2024–25 | オランダ | ベルギー       | スペイン | ドイツ | 9 |

### 女子
| 2019 | アムステルフェーン | オランダ | 2–2 (3–2 p.s.o.) | オーストラリア | ドイツ | 1–1 (2–1 p.s.o.) | アルゼンチン |

| 2020–21 | オランダ     | アルゼンチン | イギリス       | ドイツ         | 9 |
| 2021–22 | アルゼンチン | オランダ     | インド         | ベルギー       | 9 |
| 2022–23 | オランダ     | アルゼンチン | オーストラリア | ベルギー       | 9 |
| 2023–24 | オランダ     | ドイツ       | アルゼンチン   | ベルギー       | 9 |
| 2024–25 | オランダ     | アルゼンチン | ベルギー       | 中華人民共和国 | 9 |
| 2025–26 |              |              |                |                | 9 |